# Colletes algarobiae
Colletes algarobiae är en biart som beskrevs av Cockerell 1900. Colletes algarobiae ingår i släktet sidenbin, och familjen korttungebin. Inga underarter finns listade i Catalogue of Life.